# Meteor (raketa)
Meteor je evropska raketa vazduh-vazduh sa aktivnim radarskim vođenjem, namenjena za dejstvo van vizuelnog dometa (BVRAAM – Beyond Visual Range Air-to-Air Missile), koju razvija i proizvodi kompanija MBDA. Raketa omogućava istovremeno dejstvo protiv više ciljeva (višestruka lansiranja na više ciljeva) i sposobna je za uništenje izuzetno manevarskih meta, poput mlaznih borbenih aviona, kao i manjih ciljeva kao što su bespilotne letelice (UAV) i krstareće rakete, čak i u uslovima jakog elektronskog ometanja (ECM). Maksimalni domet rakete značajno prevazilazi 200 km (110 nmi). 
Čvrsto-gorivni ramdžet motor omogućava raketi krstarenje brzinama preko 4 Maha i obezbeđuje potisak i ubrzanje tokom srednje faze leta.   Dvosmerna data-veza omogućava avionu-nosaču da šalje raketi ažurirane informacije o meti ili da preusmeri raketu tokom leta ukoliko je potrebno, uključujući informacije dobijene i od drugih izvora. Data-veza može prenositi informacije o statusu rakete, njenim kinematičkim parametrima, informacije o više ciljeva, kao i potvrdu da je samonavođena glava rakete izvršila zahvat cilja.  Prema podacima proizvođača MBDA, Meteor ima tri do šest puta veće kinematičke performanse od trenutnih raketa sličnog tipa. Raketa je opremljena i blizinskim i udarnim upaljačem kako bi se maksimizirali destruktivni efekti i povećala pouzdanost. 
Plod zajedničkog evropskog projekta, raketa Meteor prvi put je uvedena u operativnu upotrebu u sastavu švedskog ratnog vazduhoplovstva na avionima JAS 39 Gripen u aprilu 2016. godine, dok je inicijalnu operativnu sposobnost (IOC) zvanično dostigla u julu iste godine.    Osim Švedske, rakete Meteor koriste i francuske vazdušno-kosmičke snage i mornarica na avionima Dassault Rafale, kao i vazduhoplovstva Ujedinjenog Kraljevstva, Nemačke, Italije i Španije na avionima Eurofighter Typhoon. Takođe je predviđeno da raketom Meteor budu opremljeni britanski i italijanski avioni F-35 Lightning II, a raketa je izvezena i različitim kupcima aviona Rafale, Typhoon i Gripen.

## Istorija

### Pozadina i motivacija
Meteor je razvijen kao odgovor na potrebu evropskih zemalja za naprednom BVRAAM raketom koja može da parira američkim AIM-120 AMRAAM i ruskim R-77 raketama. Program je pokrenut 1990-ih, kada su zemlje poput Velike Britanije, Francuske, Nemačke, Italije, Španije, i Švedske želele da smanje zavisnost od američkog oružja i razviju domaću tehnologiju za superiornost u vazduhu. Glavni cilj bio je stvaranje rakete sa većim dometom i „no-escape zone“ (ZIA) od konkurenata, uz ramdžet pogon kao ključnu inovaciju.
Raketa Meteor predstavlja vrhunac evropske odbrambene tehnologije i međunarodne saradnje, razvijena s ciljem da osigura superiornost u vazdušnim borbama van vizuelnog dometa (BVRAAM). Ovaj projekat, započet tokom 1990-ih, nije bio samo odgovor na tehničke izazove tog vremena, već i na šire geopolitičke i ekonomske potrebe evropskih zemalja. Smatra se jednim od najambicioznijih poduhvata u evropskoj vojnoj industriji, ističući inovacije poput ramdžet pogona i sofisticiranih sistema navođenja.

#### Geopolitička pozadina
Nakon završetka Hladnog rata, Evropa se suočila sa promenjenim bezbednosnim okruženjem. Tokom tog perioda, zemlje NATO-a su se u velikoj meri oslanjale na američke raketne sisteme, poput AIM-7 Sparrow i AIM-9 Sidewinder, za odbranu svog vazdušnog prostora. Međutim, devedesete godine donose nova geopolitička previranja, uključujući raspad Jugoslavije i jačanje ruskih vojnih kapaciteta, što je naglasilo potrebu za većom samostalnošću u odbrambenoj politici. Evropske zemlje su želele da smanje zavisnost od Sjedinjenih Američkih Država i razviju sopstvene napredne sisteme oružja, čime bi osigurale tehnološku prednost i stratešku autonomiju.
Ovaj kontekst doveo je do stvaranja šireg okvira za evropsku odbrambenu saradnju. Godine 1991, osnovana je Evropska grupa za nabavku oružja (WEAG), koja je postavila temelje za zajedničke projekte. Pet godina kasnije, 1996, Velika Britanija, Francuska, Nemačka, Italija, Španija i Švedska potpisale su sporazum o razvoju nove BVRAAM rakete, što je kulminiralo zvaničnim pokretanjem programa Meteor 2001. godine pod vođstvom kompanije MBDA. Ovaj program nije bio samo tehnološki poduhvat, već i politički statement o jedinstvu i sposobnosti Evrope da odgovori na globalne izazove. 
U kontekstu Balkana, razvoj Meteora dobio je dodatni značaj tokom 2020-ih, kada je Hrvatska, kao članica NATO-a od 2009. godine, započela modernizaciju svojih vazduhoplovnih snaga nabavkom aviona Dassault Rafale opremljenih raketama Meteor. Ova nabavka, završena 2025. godine, značajno je ojačala hrvatsku odbrambenu sposobnost, posebno u odnosu na Srbiju, koja nije članica NATO-a i oslanja se na ruske sisteme poput raketa R-77 na avionima MiG-29. Hrvatska je time postala jedna od najmodernijih vazduhoplovnih snaga na jugoistoku Evrope, doprinoseći stabilnosti NATO-ovog jugoistočnog krila. S druge strane, Srbija je 2024. godine naručila Rafale avione, ali sa ograničenim vazduh-vazduh sposobnostima, bez raketa Meteor, što stvara značajnu razliku u regionalnoj ravnoteži snaga. Ova dinamika naglašava stratešku važnost Meteora u kontekstu regionalnih tenzija i evropske odbrane. 

#### Tehnički izazovi i motivacija
Tehnička motivacija za razvoj Meteora proizašla je iz ograničenja postojećih sistema. Američki AIM-120 AMRAAM, iako široko korišćen u NATO snagama, imao je domet od oko 100 km, ali je njegova „no-escape zone“ (ZIA) – područje u kojem meta ne može da izbegne uništenje – bila znatno manja, oko 20 km. Ovo je predstavljalo problem u savremenim vazdušnim borbama, gde su brzina, domet i preciznost ključni za uspeh. Evropski inženjeri su želeli raketu koja bi nadmašila ove performanse, omogućavajući pilotima da neutrališu pretnje na većim udaljenostima i u uslovima intenzivnog elektronskog ometanja.
Kao odgovor na ove izazove, Meteor je dizajniran sa revolucionarnim ramdžet pogonom, koji omogućava održavanje visoke brzine tokom celog leta, za razliku od konvencionalnih raketnih motora koji gube snagu nakon početnog ubrzanja. Ovo povećava i domet i ZIA, čineći Meteor daleko smrtonosnijim. Pored toga, raketa je opremljena naprednim sistemom navođenja sa dvosmernim podatkovnim linkom, koji omogućava korekciju putanje u realnom vremenu, kao i sofisticiranim radarom otpornim na elektronske smetnje (ECM). Ovi elementi su učinili Meteor tehnički superiornim u odnosu na konkurenciju. 

### Međunarodna saradnja
Program Meteor vodi MBDA, evropski konzorcijum formiran od kompanija iz Velike Britanije (BAE Systems), Francuske (Airbus), i Italije (Leonardo). Finansiranje je podeljeno između šest evropskih zemalja, sa Velikom Britanijom kao vodećim partnerom. Razvoj je uključivao testiranje u Švedskoj (Gripen), Francuskoj (Rafale), i Velikoj Britaniji (Typhoon), čime je osigurana interoperabilnost.

#### Međunarodna saradnja i uloga MBDA
Razvoj Meteora bio je moguć zahvaljujući jedinstvenom modelu međunarodne saradnje. MBDA, evropski konzorcijum koji čine BAE Systems (Velika Britanija), Airbus (Francuska) i Leonardo (Italija), preuzeo je ulogu glavnog izvođača, koordinirajući doprinose šest zemalja partnera. Svaka zemlja je donela specifičnu ekspertizu:
- Velika Britanija: Preuzela je vođstvo u dizajnu i integraciji rakete na platforme poput Eurofighter Typhoon-a.
- Francuska: Fokusirala se na razvoj ramdžet motora, koristeći iskustvo iz avio-industrije.
- Nemačka: Doprinela je sofisticiranim sistemima navođenja i elektronike.
- Italija: Radila je na integraciji sa Typhoon-om i drugim platformama.
- Španija: Učestvovala je finansijski i u fazama testiranja.
- Švedska: Omogućila je integraciju na lovac Gripen i testiranje u ekstremnim uslovima Arktika.

Ova saradnja nije bila samo tehnička, već i ekonomska, jer je podela troškova omogućila zemljama da zajednički finansiraju projekat vredan više milijardi evra. MBDA je uspešno uskladila ove napore, čime je Meteor postao simbol evropske sposobnosti za zajednički rad na složenim odbrambenim sistemima. 

### Zahtevi
Meteor (raketa) je izabran u konkurenciji za ispunjenje zahteva Ujedinjenog Kraljevstva pod oznakom SR(A)1239 (Staff Requirement (Air) 1239, za buduću raketu vazduh-vazduh srednjeg dometa (FMRAAM - Future Medium Range Air-to-Air Missile – Buduća raketa vazduh-vazduh srednjeg dometa) koja bi zamenila rakete Skyflash kompanije BAe Dynamics u naoružanju RAF-a. Kao primarno oružje vazduh-vazduh za avion Eurofighter, raketa je namenjena za dejstvo protiv širokog spektra meta sa fiksnim i rotacionim krilima, uključujući bespilotne letelice (UAV, Unmanned Aerial Vehicles – Bespilotne letelice) i krstareće rakete.
Iako detaljni zahtevi za performanse nisu javno objavljeni, pretpostavljalo se da uključuju zone uspešnog lansiranja i zone bez mogućnosti bekstva (no-escape zones) koje su približno dvostruko veće od onih kod tadašnje najsavremenije rakete srednjeg dometa, AMRAAM (Advanced Medium-Range Air-to-Air Missile – Napredna raketa vazduh-vazduh srednjeg dometa). Spoljašnja geometrija rakete morala je biti prilagođena kompatibilnosti sa poluusadnim lanserima ispod trupa aviona Eurofighter, koji su projektovani za AMRAAM.  Ključne karakteristike zahteva uključivale su „neprimetno lansiranje, poboljšane kinematičke performanse koje omogućavaju raketi dovoljnu energiju za gonjenje i uništavanje visoko pokretnih meta, robusne performanse u uslovima elektronskih protivmera i sposobnost aviona koji lansira raketu da ispali oružje i povuče se što je pre moguće, čime se povećava preživljavanje aviona“.  Ovi zahtevi su u velikoj meri bili oblikovani percipiranom pretnjom koju su predstavljale napredne verzije ruskog aviona Sukhoi Su-27 „Flanker“ opremljene verzijama rakete R-77 sa ramdžet pogonom i produženim dometom.
U februaru 1994. godine, Ministarstvo odbrane Ujedinjenog Kraljevstva (UK MoD) izdalo je zahtev za informacijama (RFI, Request for Information – Zahtev za informacijama) o mogućnosti razvoja napredne rakete vazduh-vazduh srednjeg dometa. U odgovoru su predstavljena četiri koncepta, svi zasnovani na integrisanom raketno-ramdžet pogonu:
- BAe, Alenia Difesa, GEC-Marconi i Saab Dynamics predložili su raketu S225XR.
- Matra je predložila derivat rakete MICA, iako se očekivalo da će planirano spajanje njenog odeljenja za rakete sa BAe Dynamics dovesti do povlačenja ovog predloga.
- Daimler-Benz Aerospace i Bayern-Chemie predložili su Naprednu raketu vazduh-vazduh (A3M, Advanced Air-to-Air Missile – Napredna raketa vazduh-vazduh).
- Hughes, uz podršku vlade SAD, predložio je derivat AMRAAM-a zasnovan na radu na unapređenju ove rakete..[19]

Konkurs je zvanično započeo u junu 1995. godine, uz pozadinu vladinih i industrijskih kontakata između Ujedinjenog Kraljevstva, Francuske i Nemačke, usmerenih na uspostavljanje zajedničkih zahteva i industrijskog konzorcijuma.  Već u ovoj ranoj fazi, konkurencija se razvijala u direktan sukob između evropske i američke ponude.
Vlada SAD pristala je da prenese razvoj naprednog pogonskog sistema Ujedinjenom Kraljevstvu u podršci ponudi kompanije Hughes, iako nije bilo jasno koliko će posla biti obavljeno u Evropi.  Početna ponuda kompanije Hughes koristila je raketni motor sa promenljivim protokom (VFDR, Variable-Flow Ducted Rocket – Raketni motor sa promenljivim protokom) koji je razvijao tim Atlantic Research Corporation (ARC)/Alliant Techsystems tokom deset godina, ali američko ratno vazduhoplovstvo (USAF) u to vreme nije planiralo razvoj AMRAAM-a sa produženim dometom jer bi to moglo ugroziti podršku za stealth avion F-22 Raptor. Ovaj tim je takođe pružio informacije kompaniji BAe, koja je razmatrala VFDR kao pogonski sistem za S225XR, zajedno sa sistemima kompanija Bayern Chemie i Volvo. ARC je vodio razgovore sa Royal Ordnance, jedinom britanskom kompanijom sa potrebnim kapacitetima nakon što je Rolls-Royce obustavio rad na ramdžet motorima.
Ministarstvo odbrane Ujedinjenog Kraljevstva izdalo je poziv za podnošenje ponuda (ITT, Invitation to Tender – Poziv za podnošenje ponuda) u decembru 1995. godine. Ponude su trebale biti podnete do juna 1996. godine za ugovor vredan 800 miliona funti. Do februara 1996. godine, američki tim je bio formiran, dok je evropski napor ostao fragmentiran. Kompanije Matra i DASA-ino odeljenje za rakete (LFK) bile su na pragu zajedničke ponude, koju su takođe razmatrale BAe i Alenia.  Predlog Matra/LFK bio je zasnovan na projektu Matra MICA-Rustique, koji je koristio ramdžet motor sa samoregulacijom čvrstog goriva, dizajniran od strane Matra/ONERA. Spajanje između Matra i raketnog odeljenja BAe bilo je zaustavljeno zbog oklevanja francuske vlade da odobri posao bez britanskih uveravanja da će Ujedinjeno Kraljevstvo usvojiti proevropskiji pristup nabavkama.  Spajanje je završeno 1996. godine formiranjem kompanije Matra BAe Dynamics (MBD).  Ovo nije bilo jedino spajanje u perspektivi, jer su Aérospatiale i DASA vršile dubinsku analizu, iako je Matra takođe pokazala interesovanje za raketni biznis Aérospatiale-a. Nemačka vlada je pokušavala da iskoristi zahteve Ujedinjenog Kraljevstva i Nemačke kako bi podstakla konsolidaciju evropske industrije u kritičnu masu sposobnu da se ravnopravnije takmiči sa SAD. 
Hughes je okupio tim koji je uključivao Aérospatiale (pogon), Shorts (integracija i finalna montaža), Thomson-Thorn Missile Electronics (TTME), Fokker Special Projects (aktuacija peraja) i Diehl BGT Defence (bojeva glava). Usvajanje naziva FMRAAM za Hughes-ov predlog primoralo je Ministarstvo odbrane Ujedinjenog Kraljevstva da promeni naziv SR(A)1239 u BVRAAM (Beyond Visual Range Air-to-Air Missile – Vođena raketa vazduh-vazduh van vizuelnog dometa).  Hughes bi obezbedio tragač, sa elektronikom iz svoje škotske filijale, Hughes Micro Electronics Europa. Unapređena elektronika za navođenje bila bi komprimovana u poređenju sa postojećim AMRAAM-om. Ostale promene uključivale su: novi elektronski, umesto uobičajenog mehaničkog, uređaja za bezbednost i aktiviranje, zasnovan na sistemu IRIS-T kompanije Diehl BGT Defence; digitalni uređaj za detekciju mete kompanije TTME (dvosmerna konformalna mikrotalasna približna upaljača); i skraćeni sistem za kontrolu i aktuaciju. Tragač i bojna glava bili su u osnovi nepromenjeni u odnosu na AMRAAM.
Evropski deo ponude kompanije Hughes ojačan je zamjenom VFDR-a (Variable-Flow Ducted Rocket – Raketni motor sa promenljivim protokom) kompanija ARC/ATK sa ramdžet motorom na tečno gorivo kompanije Aérospatiale-Celerg, sa integrisanim pojačivačem bez mlaznice kompanije ARC. Ovaj dizajn zasnovan je na studijama sprovedenim tokom programa Simple Regulation Ramjet, koji je započeo 1994. godine.  Dizajn sa direktnim ubrizgavanjem koristio je inflatable elastomernu kesu unutar rezervoara za gorivo kako bi se kontrolisao protok goriva, za koji se smatralo da nudi jeftiniji pristup u poređenju sa regulisanim ramdžet motorom na tečno gorivo koji zahteva turbopumpu i povezanu opremu za dovod goriva.  Osamdeset procenata proizvodnje i razvoja FMRAAM-a (Future Medium Range Air-to-Air Missile – Buduća raketa vazduh-vazduh srednjeg dometa) obavljeno bi u Evropi, od čega 72% u Ujedinjenom Kraljevstvu. 
Evropski tim, koji su činili BAe Dynamics, Matra Defense, Alenia Difesa, GEC-Marconi, Saab Dynamics, LFK i Bayern-Chemie, konačno je formiran samo šest nedelja pre roka za podnošenje ponuda, 11. juna 1996. godine.  Kompanija BAe posredovala je u postizanju dogovora prema kojem je ona preuzela vođstvo tima.  Ovo udruživanje sprečilo je podelu evropskih napora da se ponudi kredibilna alternativa američkoj ponudi. Matra i LFK već su formirali tim i bili bi podneli nezavisnu ponudu da „shuttle diplomatija“ kompanije BAe nije uspela.
Originalni predlog kompanije BAe Dynamics, S225XR, bio je dizajn bez krila. Međutim, tokom međunarodnih razgovora ustanovljeno je da su britanski i nemački predlozi gotovo identični po konceptu, osim što je nemački predlog uključivao krila. Razmatranje između konfiguracija sa krilima i bez njih bilo je veoma izbalansirano, ali su krila nudila povećano prigušenje valjanja, za koje se smatralo da je korisno s obzirom na asimetričnu konfiguraciju usisnika, te je nemačka konfiguracija A3M usvojena za evropski predlog, nazvan Meteor.
Kada su ponude podnete, očekivalo se da će ugovor biti dodeljen krajem 1997. godine, sa prvim isporukama do 2005. godine.

### Ključne faze razvoja
Razvoj rakete Meteor obuhvatio je niz ključnih testiranja koja su potvrdila njenu pouzdanost i performanse. Ovi testovi, sprovedeni u saradnji između zemalja partnera, uključivali su probne letove, testove na nosačima aviona i vođena ispaljivanja, često uz značajne tehničke izazove. Slede najvažnije faze testiranja:
- 2001: Potpisivanje ugovora između MBDA i evropskih vlada za zvanični početak programa.
- 2003: Prvi uspešni testovi ramdžet motora u vazduhoplovnim tunelima, potvrđujući njegovu efikasnost.
- Septembar 2005: Prvi probni let u zarobljenom režimu („vol captif“) izveden je na francuskom avionu Rafale Marine F2 u Istresu, Francuska, u pripremi za testove na nosaču aviona. [32]
- Decembar 2005: Testovi katapultiranja i sletanja izvedeni su na nosaču aviona Charles de Gaulle, uključujući lansiranja, zaustavljanja na palubi i dodire i odlaske, koristeći projektila za obuku rukovanja na zemlji (GHTM) i projektila za prikupljanje ekoloških podataka (EDG). [33]
- Decembar 2005: U Švedskoj je obavljen prvi probni let sa dvosmernom komunikacijom između rakete i aviona, koristeći projektil sa avionikom (GMA5) na avionu Gripen, čime su potvrđeni mehanički, električni i funkcionalni interfejsi. [34]
- Januar 2006: Priprema poligona na Vidsel testnom poligonu u Švedskoj sa GMA5 na avionu Gripen potvrdila je komunikaciju sistema. [35]
- Maj 2006: Prvo ispitivanje Demonstratora lansiranog iz vazduha (ALD) izvedeno je sa Gripena na visini od 7.000 metara, ali raketa nije uspela da pređe na fazu održavajućeg pogona zbog softverske greške u jedinici za kontrolu ventila generatora gasa. Telemetrijski podaci su prikupljeni, a problem je rešen u roku od 11 dana. [36]
- Maj 2006: Drugo ALD ispitivanje uspešno je izvedeno, demonstrirajući unapred programirane manevre pod kontrolom autopilota. [37]
- Jun 2006: Prvi test funkcionalnog tragača standardnog leta izveden je sa projektilom za prikupljanje podataka tragača (SDG) na Gripenu, tokom 1,5-satnog leta, prikupljajući podatke za razvoj tragača. [38]
- Septembar 2006: Treće i poslednje ALD ispitivanje završeno je sa različitim profilom leta, ali pod sličnim uslovima lansiranja. [39]
- 2012: Završetak osnovnih testova navođenja i integracija na tri glavne platforme: Rafale, Typhoon i Gripen.
- April 2015: Prvo vođeno ispaljivanje Meteora sa Rafalea na vazdušnu metu uspešno je izvedeno, označavajući ključni trenutak u razvoju rakete. [40]
- 2016: Uvođenje Meteora u operativnu upotrebu na švedskom Gripen-u, čime je Švedska postala prva zemlja koja ga koristi.
- 2018: Potpuna integracija na francuski Rafale i britanski Typhoon, čime je program dostigao punu zrelost.
- Decembar 2018: Avioni Typhoon Kraljevskog ratnog vazduhoplovstva izveli su prvu aktivnu misiju opremljeni raketama Meteor, označavajući operativnu upotrebu. [41]
- Kraj maja/pocetak juna 2022: Prvo ispaljivanje Meteora sa Gripen E aviona obavljeno je na poligonu Vidsel na visini od 5.000 metara. [42]
- Februar 2025: Prvi probni let Meteora na avionu F-35B izveden je iz Vazduhoplovne stanice mornarice Patuksent River, koristeći inertnu raketu za prikupljanje ekoloških podataka. [43]

Ove faze su bile praćene brojnim izazovima, uključujući usklađivanje različitih tehničkih standarda između zemalja i rešavanje problema sa ramdžet pogonom u ranim fazama. Ipak, uspeh ovih testova učvrstio je Meteor kao jednu od najnaprednijih raketa svoje klase. 

### Smanjenje rizika
Nakon nekoliko krugova razjašnjenja ponuda, početkom 1997. godine zaključeno je da su rizici preveliki za direktan prelazak na razvoj. Stoga su Agencija za nabavku odbrane Ujedinjenog Kraljevstva (DPA, Defence Procurement Agency – Agencija za nabavku odbrane) i Švedska uprava za odbrambeni materijal (FMV, Försvarets Materielverk – Uprava za odbrambeni materijal) pokrenule program Definisanje projekta i smanjenje rizika (PDRR, Project Definition and Risk Reduction – Definisanje projekta i smanjenje rizika). Ovaj program dao je dva tima dvanaest meseci da usavrše svoje dizajne, identifikuju rizike i razumeju kako će ih ublažiti. Ugovori za PDRR potpisani su u avgustu 1997. godine, sa drugim pozivom za podnošenje ponuda (ITT, Invitation to Tender – Poziv za podnošenje ponuda) u oktobru. Očekivalo se da će rezultati PDRR programa biti dostupni u martu 1998. godine, ali je nabavka bila otežana u periodu pred i nakon opštih izbora u Ujedinjenom Kraljevstvu u maju 1997. godine, jer je nova laburistička vlada sprovela Strateški pregled odbrane. Do 1998. godine, datum ulaska u službu (ISD, In-Service Date – Datum ulaska u službu), definisan kao prva jedinica opremljena sa 72 rakete, pomeren je na 2007. godinu. 
Ministarstvo odbrane Ujedinjenog Kraljevstva organizovalo je brifing na nivou vlada 14. i 15. jula 1997. godine sa Italijom, Nemačkom i Švedskom kako bi razmotrili program BVRAAM (Beyond Visual Range Air-to-Air Missile – Vođena raketa vazduh-vazduh van vizuelnog dometa) i kako bi on mogao zadovoljiti njihove zahteve, sa ciljem zajedničke nabavke.  U to vreme postojali su problemi oko finansiranja ugovora za smanjenje rizika, a neke zemlje su razmatrale moguće finansijske doprinose studijama u zamenu za pristup podacima.
Evropski tim se nadao da će, ukoliko ga Ujedinjeno Kraljevstvo izabere, Meteor biti usvojen i od strane Nemačke, Italije, Švedske i Francuske. Međutim, Nemačka je sada formulisala još zahtevnije uslove.  Kao odgovor, DASA/LFK je predložila modifikovanu verziju A3M, nazvanu Euraam, sa aktivnim tragačem K-opsega kompanije DASA Ulm, pasivnim prijemnikom za neprimetna dejstva, i redizajniranim pogonskim sistemom kompanije Bayern Chemie. Visoka energija radara visoke frekvencije (u poređenju sa I-opsegom koji koristi AMRAAM) navodno je omogućavala „probijanje“ većine elektronskih protivmera (ECM, Electronic Countermeasures – Elektronske protivmere), a kraća talasna dužina omogućavala je preciznije određivanje položaja mete, što je dozvoljavalo upotrebu usmerenih bojnih glava. U jednom trenutku, DASA je vršila pritisak na svoju vladu za dvogodišnji demonstracioni program koji bi kulminirao sa četiri nevojena probna leta.  Ovo je predstavljeno kao rezervna opcija u slučaju da Ujedinjeno Kraljevstvo izabere predlog kompanije Raytheon. Ciničniji posmatrači smatrali su ovo taktikom za vršenje pritiska na Ujedinjeno Kraljevstvo da izabere Meteor.
Revidirane ponude za BVRAAM podnete su 28. maja 1998. godine, sa završnim izveštajima u avgustu. Američki sekretar odbrane, Vilijam Koen, pisao je svom britanskom kolegi, Džordžu Robertsonu, sa uveravanjima da nabavka rakete kompanije Raytheon neće izložiti Ujedinjeno Kraljevstvo ograničenjima američkog izvoza, što bi potencijalno moglo otežati izvoz aviona Eurofighter, što je bila velika briga pobornika Meteora.  Pismo je uveravalo u „otvoren i potpun prenos tehnologije“, dodajući da će FMRAAM (Future Medium Range Air-to-Air Missile – Buduća raketa vazduh-vazduh srednjeg dometa) biti odobren za zemlje koje su već odobrene za AMRAAM, te da bi mogla biti uspostavljena zajednička komisija za razmatranje odobravanja za druge „osetljive zemlje“.
U julu 1998. godine potpisan je zvanični izraz namere između vlada Ujedinjenog Kraljevstva, Nemačke, Italije, Švedske i Španije, kojim su se, pod uslovom da Ujedinjeno Kraljevstvo izabere Meteor, obavezale da rade na zajedničkoj nabavci iste rakete.
U septembru 1998. godine, Raytheon je dostavio Ujedinjenom Kraljevstvu procenjene troškove za AIM-120B AMRAAM rakete, koje bi se koristile na avionima Tornado i kao privremeno oružje na avionima Eurofighter prilikom početnog ulaska u službu, dok je BVRAAM još u razvoju.  SAD su odbile da prodaju poboljšanu verziju AIM-120C. Ovo je bio prvi korak u postepenom pristupu kompanije Raytheon za postizanje pune sposobnosti FMRAAM-a. Ministarstvo odbrane ponudilo je obema timovima mogućnost da predlože alternativne strategije nabavke, koje bi uključivale postizanje pune sposobnosti na postepeni način, prvo obezbeđivanjem privremene sposobnosti koja bi kasnije mogla biti unapređena. 
Postepeni pristup kompanije Raytheon za ispunjenje zahteva SR(A)1239 (Staff Requirement (Air) 1239 – Zahtev osoblja (vazduhoplovstvo) 1239) nudio je privremeno oružje sa sposobnošću između AIM-120B AMRAAM-a i FMRAAM-a. Raketa produženog dometa vazduh-vazduh (ERAAM, Extended Range Air-to-Air Missile – Raketa vazduh-vazduh produženog dometa) imala je tragač i deo za navođenje FMRAAM-a, spojen sa dvopulsnim raketnim motorom na čvrsto gorivo. Raytheon je procenio da bi ERAAM mogao biti spreman do tadašnjeg datuma ulaska Eurofighter-a u službu 2004. godine, pružajući 80% sposobnosti FMRAAM-a, ali po samo polovini cene. Ovaj pristup igrao je na percipirana budžetska ograničenja Ministarstva odbrane i saznanje da glavna pretnja na kojoj je zasnovan zahtev SR(A)1239, napredni derivati rakete R-77, neće uskoro ući u razvoj. Postepeni pristup omogućio bi uključivanje tehnoloških napretka u buduće nadogradnje. Ove nadogradnje mogle su uključivati višepulsne raketne motore, vektorsko upravljanje potiskom, hibridne rakete, gel pogonska goriva i ramdžet motore bez kanala sa spoljašnjim sagorevanjem.
Tim za Meteor razmatrao je privremeni dizajn, takođe pokretan dvopulsnim raketnim motorom na čvrsto gorivo,  ali je odlučio da ponudi potpuno usklađeno rešenje, smatrajući da postepeni pristup nije isplativ zbog zabrinutosti da bi nadogradnja sa jedne verzije na drugu bila komplikovanija nego što Raytheon tvrdi.
U februaru 1999. godine, Raytheon je dodao još jedan privremeni nivo svom postepenom pristupu. AIM-120B+ bi imao tragač i deo za navođenje ERAAM/FMRAAM-a, ali spojen sa raketnim motorom AIM-120B na čvrsto gorivo.  Ovo bi bilo spremno za datum ulaska Eurofighter-a u službu 2004. godine i moglo bi se nadograditi na konfiguracije ERAAM ili FMRAAM 2005. i 2007. godine zamjenom pogonskog sistema i ažuriranjem softvera.
Na Paris Air Show-u 1999. godine, francuski ministar odbrane izrazio je interesovanje svoje zemlje za pridruživanje projektu Meteor, dodatno vršeći pritisak na Ujedinjeno Kraljevstvo da koristi BVRAAM kao fokus za konsolidaciju evropske industrije vođenih oružja.  Francuska je ponudila da finansira do 20% razvoja ako Meteor pobedi u britanskom konkursu. Međuvladini pisma namere razmenjena su između britanskog i francuskog ministra odbrane pre potpisivanja zvaničnog Memoranduma o razumevanju koji su pripremile Nemačka, Italija, Španija, Švedska i Ujedinjeno Kraljevstvo.  Francuska se zvanično pridružila programu u septembru 1999. godine.
U julu 1999. godine, švedsko ratno vazduhoplovstvo objavilo je da neće finansirati razvoj Meteora zbog nedostatka sredstava u odbrambenom budžetu.  Međutim, očekivalo se da ova odluka neće uticati na učešće Švedske u programu, jer su sredstva pronađena iz drugih izvora.
Politički ulozi bili su visoki. Dana 4. avgusta 1999. godine, američki predsednik Bil Klinton pisao je premijeru Ujedinjenog Kraljevstva, Toniju Bleru.  Klinton je izjavio da „verujem da je transatlantska saradnja u odbrambenoj industriji ključna za osiguravanje kontinuirane interoperabilnosti savezničkih oružanih snaga“.  Bler se takođe suočavao sa lobiranjem francuskog predsednika i premijera, nemačkog kancelara i španskog premijera. Kao odgovor, Klinton je kasnije ponovo pisao Bleru, 7. februara 2000. godine, uoči sastanka 21. februara na kojem je trebalo doneti odluku. On je izneo argumente za ponudu kompanije Raytheon, naglašavajući frazu „snažno osećam“ u vezi sa odlukom. Direktna intervencija američkog predsednika naglasila je politički i diplomatski značaj koji je nabavka BVRAAM-a dobila.
Jesen 1999. godine, Raytheon je ponudio još jedan dodatak svom postepenom pristupu sa ERAAM+.  Ako bi bio izabran, američka vlada je, u potezu bez presedana, ponudila spajanje američkog programa AMRAAM i britanskog programa BVRAAM, pod zajedničkom kontrolom. ERAAM+ bi bio usvojen od strane obe zemlje, opremajući avione Eurofighter, JSF (Joint Strike Fighter – Zajednički udarni lovac) i F-22, omogućavajući uštede zahvaljujući velikim američkim nabavkama. ERAAM+ bi zadržao dvopulsni motor ERAAM-a, ali sa prednjim delom koji uključuje sve karakteristike treće faze programa unapređenja AMRAAM-a (P3I, Pre-Planned Product Improvement – Unapred planirano unapređenje proizvoda) američkog Ministarstva odbrane, planiranog do 2015. godine. Ovo je uključivalo unapređeni hardver i softver tragača za poboljšane performanse protiv naprednih pretnji i zamenu longitudinalno postavljenih elektronskih ploča kružnim dizajnom, koji je smanjivao zauzeti prostor, omogućavajući prostor za duži raketni motor. Kao ravnopravni partneri, SAD i Ujedinjeno Kraljevstvo bi zajednički specificirali i razvijali novu raketu. Procenjeno je da bi ERAAM+ mogao biti isporučen za manje od polovine budžeta dodeljenog za BVRAAM, sa datumom ulaska u službu 2007. godine. Prema Raytheonu, program bi inicijalno obezbedio Ujedinjenom Kraljevstvu 62% razvoja, proizvodnje i radnih mesta za nabavku BVRAAM-a od strane Ministarstva odbrane i dao bi Ujedinjenom Kraljevstvu 50% znatno većeg američkog tržišta vazduh-vazduh oružja. Ujedinjeno Kraljevstvo bi učestvovalo u proizvodnji svakog derivata AMRAAM-a prodanog širom sveta, što je u to vreme projektovano na oko 15.000 jedinica u narednih 15 godina. 
Dvopulsni motor kompanije ARC ne bi omogućio potpunu usklađenost sa zahtevima SR(A)1239, ali se smatralo da je dovoljan za suprotstavljanje pretnjama očekivanim do 2012–2015. godine, kada bi poboljšanja bojeve glave, data linka i pogona postala dostupna. Spor napredak ruske verzije rakete R-77 sa ramdžet pogonom, čiji je maketa prikazana na Paris Air Show-u, ali koja nije prošla dalje od testiranja komponenata na zemlji i za koju rusko ratno vazduhoplovstvo nije imalo zahteva zbog nedostatka finansiranja,  navođen je kao dokaz da puna sposobnost zahtevana SR(A)1239 neće biti potrebna još neko vreme. Na konferenciji za štampu povodom lansiranja ERAAM+, Raytheon je izjavio da ramdžet pogonski sistem „danas nije potreban“.
Suprotstavljajući se predloženom transatlantskom timu kompanije Raytheon, kompanija Boeing pridružena je evropskom timu kako bi pružila stručnost u integraciji na avione, upravljanju rizicima, tehnologiji lean proizvodnje i marketinškim aktivnostima na odabranim tržištima.  Boeing je takođe doneo ogromno iskustvo u poslovanju sa američkim Ministarstvom odbrane, što je ključno za buduće pokušaje uvođenja Meteora na američke avione. Iako je u početku bio zainteresovan za razvoj varijante Meteora za suzbijanje neprijateljske protivvazdušne odbrane kao naslednika rakete HARM,  Boeing je postajao sve manje aktivan partner kako je razvoj napredovao.
Krajem 1999. godine, Švedska se ponovo pridružila programu.  Početkom 2000. godine, oba tima su podnela konačne i najbolje ponude. Očekivalo se da će vlada objaviti odluku u martu, nakon sastanka Komiteta za odobravanje opreme Ministarstva odbrane (EAC, Equipment Approvals Committee – Komitet za odobravanje opreme) 21. februara.  Odluka je bila toliko politički osetljiva da su neki verovali da će EAC prepustiti odluku premijeru kada bude predsedavao komitetom za odbranu i spoljnu politiku.  Intervencija britanskog Trezora u poslednjem trenutku odložila je odluku, nakon zabrinutosti oko troškova Meteora, za koji se verovalo da je preferirano rešenje, u poređenju sa jeftinijim postepenim pristupom koji je ponudio Raytheon. 

### Odluka
U maju 2000. godine, državni sekretar za odbranu Ujedinjenog Kraljevstva, Džef Hun, objavio je da je Meteor izabran za ispunjenje zahteva SR(A)1239 (Staff Requirement (Air) 1239 – Zahtev osoblja (vazduhoplovstvo) 1239). Fabris Brežije, tadašnji izvršni direktor kompanije Matra BAe Dynamics (MBD), izjavio je: „Ova odluka predstavlja istorijski korak u uspostavljanju evropskih odbrambenih sposobnosti. Po prvi put, Evropa će opremiti svoje borbene avione evropskom raketom vazduh-vazduh, stvarajući interoperabilnost i nezavisnost u izvozu.“  U ovoj fazi, datum ulaska u službu (ISD, In-Service Date – Datum ulaska u službu) bio je 2008. godina.
Odbor za odbranu Donjeg doma britanskog parlamenta sažeo je razloge za ovu odluku u svom Desetom izveštaju: „Raketa Meteor ima jasne prednosti u odnosu na svog konkurenta, kompaniju Raytheon – čini se da nudi vojno efikasnije rešenje; doprineće racionalizaciji i konsolidaciji evropske industrije raketa i pružiti budućim konkurencijama protivtežu američkoj dominaciji u ovoj oblasti; i podrazumeva manji rizik od ograničenja na izvoz aviona Eurofighter. Iako je program u ranoj fazi, on takođe nudi izglede za izbegavanje nekih problema koji su mučili druge evropske kolaboracije u nabavci, bez proizvoljnih podela poslova i sa jasnom ulogom vođstva projekta koju će obezbediti Ujedinjeno Kraljevstvo. Ministarstvo odbrane mora iskoristiti tu lidersku ulogu kako bi održalo zamah projekta, uključujući rani ugovor koji će obavezati ne samo izvođača radova, već i obaveze naših međunarodnih partnera. Oprezna definicija ciljanog datuma ulaska rakete u službu može biti realna, posebno s obzirom na tehnološke izazove koji moraju biti prevaziđeni, ali u slučaju BVRAAM-a (Beyond Visual Range Air-to-Air Missile – Vođena raketa vazduh-vazduh van vizuelnog dometa), to je datum koji mora biti ispunjen ako Eurofighter želi ostvariti svoj potencijal.“ 
Izbor Meteora nije bio potpuni gubitak za Raytheon, jer je Ujedinjeno Kraljevstvo naručilo određeni broj raketa AIM-120 za opremanje aviona Eurofighter prilikom ulaska u službu, što se očekivalo pre završetka razvoja Meteora.

### Pre ugovora
Kompanija MBDA osnovana je 2001. godine spajanjem Matra BAe Dynamics, odeljenja za rakete kompanije EADS Aerospatiale Matra i raketnog poslovanja Alenia Marconi Systems, čime je postala druga najveća kompanija za proizvodnju raketa, odmah iza Raytheona. 
Pregovori za zaključenje ugovora o pametnoj nabavci nastavljeni su. Na Paris Air Show-u 2001. godine, ministri odbrane Francuske, Švedske i Ujedinjenog Kraljevstva potpisali su Memorandum o razumevanju kojim su svoje zemlje obavezali na učešće u programu Meteor.  Zemlje ostalih industrijskih partnera, Nemačka, Italija i Španija, samo su signalizirale nameru da potpišu memorandum u narednih nekoliko nedelja, pozivajući se na proceduralna odlaganja u njihovim nacionalnim sistemima nabavke. Nakon parlamentarnog odobrenja u avgustu, Italija je potpisala Memorandum 26. septembra 2001. godine, za planiranu nabavku oko 400 raketa.  Španija je to učinila 11. decembra 2001. godine.
Finansijski doprinos Nemačke smatran je ključnim za program, ali je razvoj više od dve godine bio otežan ponavljanim neuspesima nemačkog odbora za budžet odbrane da odobri finansiranje.  Bez nemačkog pogonskog sistema, MBDA je smatrala da Meteor ne može realno napredovati. Tokom ovog zastoja u programu, MBDA je finansirala Meteor iz sopstvenih resursa i, do juna 2002. godine, potrošila je oko 70 miliona funti – od čega je većina, ironično, otišla kompaniji Bayern-Chemie za smanjenje tehničkog rizika u pogonskom sistemu, čije performanse su bile ključne za ispunjenje zahteva.
Nemačka je postavila dva uslova za učešće u projektu: da Ujedinjeno Kraljevstvo potpiše ugovor za oružje i da MBDA garantuje određeni nivo performansi, što je oba ispunjeno do 30. aprila 2002. godine.  Očekivalo se da će dogovor biti potpisan na Farnborough Air Show-u tog leta.
Međutim, Nemačka nije odobrila finansiranje projekta sve do decembra 2002. godine, istovremeno smanjivši planiranu nabavku sa 1.488 na 600 raketa. 

## Opis

### Tehničke karakteristike

#### Tabela: Tehničke karakteristike Meteora
Raketa Meteor je vođena raketa vazduh-vazduh van vizuelnog dometa (BVRAAM) dizajnirana za borbu na velikim daljinama. Njene glavne tehničke karakteristike uključuju:
| Karakteristika   | Vrednost |
| ---------------- | --- |
| Dužina           | 3,65 m |
| Prečnik          | 178 mm |
| Masa             | 190 kg |
| Brzina           | Preko 4 maha (oko 4.900 km/h na visini) |
| Pogonski sistem  | Statični ramdžet motor („ramjet“) sa promenljivim protokom i kontrolom potiska, koji omogućava održavanje visoke brzine tokom celog leta       |
| Domet            | Više od 100 km, uz efektivni domet do 200 km u optimalnim uslovima, zahvaljujući „no-escape zone“ (zona bez mogućnosti bekstva) većoj od 60 km |
| Tip navođenja    | Aktivno radarsko navođenje sa dvosmernim data linkom, omogućava korekciju putanje u realnom vremenu i otpornost na elektronske protivmere      |
| Bojeva glava     | Visokoeksplozivna fragmentaciona, optimizovana za uništavanje borbenih aviona i bespilotnih letelica                                           |
| Zona „no-escape“ | Veća od bilo koje druge rakete vazduh-vazduh BVR klase                                                                                         |
| Platforme        | Kompatibilna sa avionima Eurofighter Typhoon, Dassault Rafale, JAS 39 Gripen, i planirana integracija na F-35 Lightning II.                    |

Raketa je opremljena naprednim senzorima i softverom koji omogućavaju precizno gađanje pokretnih ciljeva, uključujući i one sa niskim radarskim odrazom. Njen ramdžet motor pruža superiornu manevarsku sposobnost u završnoj fazi leta, čime se povećava verovatnoća pogodka. 

#### Tabela: Operativne platforme rakete Meteor
| Platforma                | Zemlja                                          | Status integracije  |
| ------------------------ | ----------------------------------------------- | ------------------- |
| Rafale                   | Francuska, Grčka, Indija, Egipat, Hrvatska, UAE | Operativan          |
| Eurofighter Typhoon      | UK, Nemačka, Italija, Španija, Katar            | Operativan          |
| Saab JAS 39 Gripen C/D/E | Švedska, Brazil, Južna Koreja (u toku)          | Operativan / U toku |
| F-35 Lightning II        | UK, Italija (planirano do 2027.)                | U integraciji       |

#### Tabela:  Uporedna tabela raketa vazduh-vazduh
| Karakteristika      | Meteor (Evropa)                               | AIM-120D AMRAAM (SAD)   | R-77 (Rusija)           | MICA-EM (Francuska)     | PL-15 (Kina)     |
| ------------------- | --------------------------------------------- | ----------------------- | ----------------------- | ----------------------- | ---------------- |
| Tip navođenja       | Aktivni radar                                 | Aktivni radar           | Aktivni radar           | Aktivni radar           | Aktivni radar    |
| Maksimalni domet    | >200 km                                       | ~160 km                 | ~110 km                 | ~80 km                  | ~200–250 km      |
| Brzina              | >4 Maha                                       | ~4 Maha                 | ~4 Maha                 | ~4 Maha                 | ~4+ Maha         |
| Masa                | 190 kg                                        | 152 kg                  | 175 kg                  | 112 kg                  | ~210 kg          |
| Pogon               | Ramjet                                        | Raketa na čvrsto gorivo | Raketa na čvrsto gorivo | Raketa na čvrsto gorivo | Dvopulsna raketa |
| Data-link           | Dvosmerni                                     | Dvosmerni               | Jednosmerni             | Jednosmerni             | Dvosmerni        |
| Proizvođač          | MBDA                                          | Raytheon                | Vympel                  | MBDA                    | AVIC/CASIC       |
| Uvođenje u upotrebu | 2016                                          | 2015                    | 1994                    | 1996                    | ~2018            |
| Platforme           | Gripen, Rafale, Eurofighter, F-35 (planirano) | F-15, F-16, F-22, F-35  | Su-27, Su-30, MiG-29    | Rafale, Mirage 2000     | J-20, J-10, J-16 |

#### Uporedna tabela: Meteor vs AMRAAM vs MICA-EM vs R-77
| Osobina        | Meteor                                      | AIM-120D AMRAAM           | MICA-EM                                   | R-77 (RVV-AE)             |
| -------------- | ------------------------------------------- | ------------------------- | ----------------------------------------- | ------------------------- |
| Zemlja porekla | VB / EU                                     | SAD                       | Francuska                                 | Rusija                    |
| Tip navođenja  | Aktivni radar + data-link                   | Aktivni radar + data-link | Aktivni radar + data-link                 | Aktivni radar + data-link |
| Domet          | 100–200+ km                                 | ~160 km                   | ~80 km                                    | ~110 km                   |
| Brzina         | >Mah 4                                      | Mah 4                     | Mah 3                                     | Mah 4,5                   |
| Pogon          | Statoraketni motor                          | Raketa na čvrsto gorivo   | Raketa na čvrsto gorivo                   | Raketa na čvrsto gorivo   |
| Specifičnost   | Kontrolisani ramdžet, velika zona no-escape | Pouzdan, široko korišćen  | Višenamenski (vazduh-vazduh, samoodbrana) | Manje otporan na ometanje |

#### Tabela: ECM otpornost
Elektronske protivmere (ECM) igraju ključnu ulogu u modernom vazdušnom ratovanju, a otpornost raketa na ove smetnje je kritičan faktor njihove efikasnosti. U tabeli ispod prikazana je ECM otpornost nekoliko savremenih raketa vazduh-vazduh:
| Raketa   | ECM otpornost                                                                                 | Sistem navođenja                               | Izvor  |
| -------- | --------------------------------------------------------------------------------------------- | ---------------------------------------------- | ------ |
| Meteor   | Visoka otpornost na ECM zahvaljujući naprednom aktivnom radaru i dvosmernom podatkovnom linku | Aktivni radar sa dvosmernim podatkovnim linkom | [ 75 ] |
| AIM-120D | Srednja do visoka otpornost, koristi napredne algoritme za filtriranje smetnji                | Aktivni radar sa dvosmernim podatkovnim linkom | [ 76 ] |
| R-77     | Srednja otpornost, osetljiv na sofisticirane ECM tehnike                                      | Aktivni radar                                  | [ 77 ] |
| PL-15    | Visoka otpornost, koristi AESA radar za bolju detekciju u uslovima ometanja                   | Aktivni radar (AESA)                           | [ 78 ] |

#### Zona bez mogućnosti izbegavanja (ZIA)
Zona bez mogućnosti izbegavanja (ZIA) predstavlja rastojanje unutar kojeg meta ne može izbeći raketu čak ni maksimalnim manevrima. Meteorova ZIA je značajno veća od konkurenata zbog ramdžet motora i optimizovane potrošnje goriva. Sledeći podaci pokazuju aproksimativne ZIA vrednosti za različite rakete:
| Raketa          | ZIA (km) | Domet (km) | Izvor  |
| --------------- | -------- | ---------- | ------ |
| Meteor          | 60–100   | >200       | [ 79 ] |
| AIM-120D AMRAAM | 30–70    | ~160       | [ 80 ] |
| R-77            | 20–40    | ~80–110    | [ 81 ] |
| PL-15           | 30–70    | ~200–300   | [ 82 ] |
| R-37M           | ~50–60   | ~200–400   |        |

Napomena: ZIA vrednosti mogu varirati u zavisnosti od uslova lansiranja, brzine platforme i karakteristika cilja.

#### Ramdžet motor
Raketa Meteor koristi hibridni ramdžet motor (solid-fuel ramjet), koji kombinuje tvrdo gorivo za inicijalno ubrzanje i usisnike vazduha za održavanje brzine tokom leta. Gorivo sadrži oko 35% bora, što povećava energetsku efikasnost i omogućava visoke temperature sagorevanja. Gasni generator pretvara gorivo u gas, koji se propušta kroz ventil u komoru za sagorevanje, gde se meša sa komprimovanim vazduhom iz usisnika, stvarajući potisak. Ova tehnologija omogućava raketi da kontroliše potrošnju goriva, ubrzava u završnoj fazi i postiže domet veći od 200 km, sa zonom bez mogućnosti izbegavanja (ZIA) od 80–100 km za lovačke avione. 
Raketa Meteor koristi statični ramdžet motor (solid-fuel ramjet), što je čini jedinstvenom u poređenju sa raketama koje koriste konvencionalne raketne motore. Ovaj tip motora omogućava raketi da održava visoku brzinu tokom celog leta, za razliku od standardnih motora koji gube snagu nakon početnog ubrzanja. Prednosti ramdžet motora uključuju:
- Veći domet: Održavanje brzine povećava efektivni domet rakete.
- Poboljšana ZIA: Visoka brzina tokom celog leta čini raketu efikasnijom protiv manevarskih ciljeva na velikim daljinama.
- Fleksibilnost: Motor omogućava prilagođavanje brzine i putanje, što je ključno za precizno gađanje. [84]

### Sistem samonavođenja
Terminalno navođenje omogućava tragač sa aktivnim radarskim navođenjem (ARH, Active Radar Homing – Aktivno radarsko navođenje), koji je zajednički razvijen od strane Odeljenja za tragače kompanije MBDA i Thales Airborne Systems. Ovaj tragač temelji se na njihovoj saradnji na porodici tragača AD4A (Active Anti-Air Seeker – Aktivni protivvazdušni tragač), koji opremaju rakete MICA i Aster. 

### Prednji deo tela (Forebody)
Podsistem radarskog blizinskog upaljača (PFS, Proximity Fuze Subsystem – Podsistem blizinskog upaljača) obezbeđuje kompanija Saab Bofors Dynamics (SBD). PFS detektuje metu i izračunava optimalno vreme za aktiviranje bojeve glave kako bi se postigao maksimalni smrtonosni efekat.  PFS ima četiri antene, simetrično raspoređene oko prednjeg dela rakete. Senzor udara ugrađen je unutar PFS-a. Iza PFS-a nalazi se deo koji sadrži termalne baterije, koje obezbeđuje kompanija ASB, jedinicu za napajanje naizmeničnom strujom i jedinicu za distribuciju snage i signala. U avgustu 2003. godine, SBD je dobio ugovor vredan 450 miliona švedskih kruna za razvoj PFS-a. 

### Bojeva glava
Visokoeksplozivna fragmentaciona bojna glava proizvodi se u kompaniji TDW.  Bojeva glava je strukturni deo rakete. Telemetrijski i sistem za razbijanje (TBUS, Telemetry and Break-Up System – Telemetrijski i sistem za razbijanje) zamenjuje bojnu glavu na raketama za testiranje.

### Pogon
Podsistem pogona (PSS, Propulsion Sub-System – Podsistem pogona) je podesivi ramdžet motor (TDR, Throttleable Ducted Rocket – Podesivi raketni motor sa vazdušnim protokom) sa integrisanim pojačivačem bez mlaznice, dizajniran i proizveden od strane kompanije Bayern-Chemie. Pogon tipa TDR obezbeđuje veliki domet, visoku prosečnu brzinu, širok operativni okvir od nivoa mora do velike visine, fleksibilan okvir misije putem aktivne kontrole promenljivog potiska, relativno jednostavan dizajn i logistiku sličnu onoj kod konvencionalnih raketnih motora na čvrsto gorivo. 
PSS se sastoji od četiri glavne komponente: ramkompresora sa integrisanim pojačivačem bez mlaznice; usisnika vazduha; međustepenog dela; i generatora gasa za održavanje. PSS čini strukturni deo rakete, pri čemu generator gasa i ramkompresor imaju čelične omotače. Elektronika jedinice za kontrolu pogona smeštena je u kućištu levog usisnika, ispred podsistema za aktivaciju peraja.
Čvrsti pogonski pojačivač bez mlaznice integrisan je unutar ramkompresora i ubrzava raketu do brzine pri kojoj TDR može preuzeti pogon. Pogonsko gorivo sa smanjenim dimom usklađeno je sa standardom STANAG 6016.
Usisnici vazduha i poklopci koji zaptivaju difuzore usisnika od ramkompresora ostaju zatvoreni tokom faze pojačavanja. Usisnici su izrađeni od titanijuma. Međustepeni deo nalazi se između generatora gasa i ramkompresora i sadrži jedinicu za bezbedno paljenje motora (MSIU, Motor Safety Ignition Unit – Jedinica za bezbedno paljenje motora), upaljač pojačivača i kontrolni ventil generatora gasa. Generator gasa pali se toplim gasovima iz sagorevanja pojačivača koji prolaze kroz otvoreni kontrolni ventil. Generator gasa sadrži kompozitno čvrsto gorivo sa nedostatkom kiseonika, koje proizvodi vruć gas bogat gorivom koji se samozapaljuje u vazduhu koji je usporen i komprimovan usisnicima. Pogonsko gorivo visoke energije sa dodatkom bora obezbeđuje približno trostruko povećanje specifičnog impulsa u poređenju sa konvencionalnim raketnim motorima na čvrsto gorivo. Rezultat je zona bez bekstva (No-Escape Zone) više od tri puta veća od one kod trenutne rakete AIM-120 AMRAAM koju koriste vazduhoplovne snage opremljene avionima Eurofighter Typhoon. 
Potisak se kontroliše ventilom koji menja površinu grla mlaznice generatora gasa. Smanjenje površine grla povećava pritisak u generatoru gasa, što povećava brzinu sagorevanja goriva, povećavajući protok mase goriva u ramkompresor. Protok mase može se kontinuirano menjati u odnosu većem od 10:1.

### Upravljanje
Putanja rakete kontroliše se aerodinamički pomoću četiri peraja montirana na zadnjem delu. Principi upravljanja raketom Meteor dizajnirani su da omoguće visoke stope okretanja uz očuvanje performansi usisnika i pogona. Podsistem za aktivaciju peraja (FAS, Fin Actuation Subsystem – Podsistem za aktivaciju peraja) montiran je na zadnjem delu kućišta usisnika. Dizajn FAS-a komplikovan je zbog potrebnih veza između aktuatora u kućištu i peraja montiranih na telo rakete.
Podsistem za aktivaciju peraja (FAS) prvobitno je dizajnirala i proizvodila Claverham Group, britanska divizija američke kompanije Hamilton Sundstrand. Ubrzo nakon toga, dizajn je preuzeo MBDA UK u Stivenidžu, ali je u ranoj fazi razvoja prebačen španskoj kompaniji SENER. SENER je završio razvoj i sertifikaciju FAS-a, uključujući proizvodnju i kvalifikaciju prototipova.

### Data link
Meteor je „omogućen za mrežno povezivanje“. Data link omogućava avionu koji lansira raketu da pruži ažuriranja o meti tokom srednje faze leta ili preusmeravanje na novu metu ako je potrebno, uključujući podatke od trećih strana izvan aviona.
Elektronika data linka montirana je u kućištu desnog usisnika, ispred FAS-a. Antena je postavljena na zadnjem delu kućišta.
Dana 19. novembra 1996. godine, Bayern-Chemie je završio najnoviji u nizu testova dizajniranih da procene slabljenje signala izazvano izduvnim oblakom bogatim borom ramdžet motora (TDR, Throttleable Ducted Rocket – Podesivi raketni motor sa vazdušnim protokom), što je bila zabrinutost koju su isticali protivnici ovog oblika ramdžet pogona. Testovi su sprovedeni sa signalima emitovanim kroz izduvni oblak pod različitim uglovima. Početni rezultati sugerisali su da je slabljenje signala znatno manje nego što se očekivalo.
Avioni Eurofighter i Gripen, sa dvosmernim data linkovima, omogućavaju lansirnoj platformi da pruži ažuriranja o metama ili preusmeravanje dok je raketa u letu.  Data link je sposoban da prenosi informacije kao što su kinematički status. Takođe obaveštava o detekciji mete od strane tragača. 

### Tehnološke inovacije

#### Ramdžet pogon
Meteorov statični ramdžet motor (solid-fuel) omogućava održavanje visoke brzine tokom celog leta, za razliku od konvencionalnih raketnih motora koji gube snagu nakon početnog ubrzanja. Ovo povećava domet i „no-escape zone“ (ZIA), čineći Meteor efikasnijim protiv manevarskih ciljeva. Ramdžet omogućava prilagođavanje brzine i putanje, što je ključno za gađanje na velikim daljinama.

#### Dvosmerni podatkovni link
Meteor koristi dvosmerni podatkovni link koji omogućava komunikaciju sa avionom ili drugim platformama tokom leta. Ovo omogućava korekciju putanje u realnom vremenu, čak i ako cilj menja poziciju ili koristi elektronske protivmere. Ova sposobnost ga izdvaja od starijih raketa poput R-77, koje imaju ograničenu fleksibilnost nakon lansiranja.

#### Otpornost na elektronske protivmere (ECM)
Meteorov aktivni radar (baziran na tehnologiji MBDA) dizajniran je da bude otporan na moderne ECM sisteme, uključujući ometanje i lažne ciljeve. Napredni softver i algoritmi omogućavaju raketi da razlikuje prave ciljeve od smetnji, što je posebno važno u složenim borbenim okruženjima

### Ekonomski i strateški značaj

#### Troškovi programa
Razvoj rakete Meteor započeo je 2001. godine uz saradnju šest evropskih zemalja: Velike Britanije, Francuske, Nemačke, Italije, Španije i Švedske. Procenjeni troškovi razvoja programa kretali su se u milijardama evra, podeljeni između zemalja učesnica kako bi se smanjio finansijski teret. Na primer, Velika Britanija je 2003. godine potpisala ugovor vredan 1,2 milijarde funti za razvoj i početnu proizvodnju, dok su ostale zemlje doprinele proporcionalno svojim budžetima i industrijskim kapacitetima. 
Pored troškova razvoja, značajni su i troškovi nabavke i integracije. Katar, na primer, naručio je 160 raketa Meteor 2015. godine za svoje avione Rafale, a dodatnih 170 raketa 2017. godine za Eurofighter Typhoon, što ukazuje na značajne investicije u modernizaciju vazduhoplovstva.  Hrvatska, kao članica NATO-a, integrisala je Meteor rakete u svoje Rafale avione, čija je nabavka koštala oko 1,1 milijarde evra za 12 aviona, uključujući naoružanje i podršku. 
Tabela ispod prikazuje proceњene troškove povezane sa programom Meteor za različite zemlje:
| Zemlja           | Faza                         | Procenjeni troškovi    | Napomena                                | Izvor  |
| ---------------- | ---------------------------- | ---------------------- | --------------------------------------- | ------ |
| Velika Britanija | Razvoj i početna proizvodnja | 1,2 milijarde GBP      | Ugovor iz 2003. godine                  | [ 96 ] |
| Katar            | Nabavka (Rafale, 2015)       | Nepoznato (160 raketa) | Deo ugovora za 24 Rafale aviona         | [ 97 ] |
| Hrvatska         | Nabavka i integracija        | ~1,1 milijarda EUR     | Uključuje 12 Rafale aviona i naoružanje | [ 98 ] |
| UAE              | Nabavka (Rafale, 2025)       | Nepoznato (300 raketa) | Deo paketa za Rafale F4                 | [ 99 ] |

#### Troškovi i proizvodnja
Meteor je skuplji od AIM-120 AMRAAM zbog ramdžet tehnologije i naprednog navođenja, sa procenjenom cenom od oko 2 miliona evra po raketi. Visoki troškovi ograničavaju njegovu upotrebu na elitne vazduhoplovne snage, ali pružaju stratešku prednost u sukobima visokog intenziteta. Proizvodnja je koncentrisana u Evropi, sa fabrikama u Velikoj Britaniji, Francuskoj, i Nemačkoj, što jača evropsku odbrambenu industriju.

#### Uticaj na nacionalne budžete
Investicije u Meteor program imaju značajan uticaj na nacionalne odbrambene budžete, posebno za manje zemlje poput Hrvatske. Nabavka Rafale aviona i Meteor raketa predstavljala je jednu od najvećih odbrambenih investicija u istoriji Hrvatske, finansiranu delimično kroz kredite i nacionalni budžet. Ovo je izazvalo debate o balansiranju između odbrambenih i socijalnih prioriteta, s obzirom na to da Hrvatska ima ograničene finansijske resurse u poređenju sa većim NATO članicama. 
Za Katar, zemlju sa značajnim prihodima od prirodnog gasa, nabavka Meteor raketa i Rafale aviona deo je šire strategije diversifikacije odbrambenih kapaciteta i smanjenja zavisnosti od američkih sistema. Ekonomski troškovi su ublaženi visokim prihodima od izvoza energenata, ali su i doprineli jačanju lokalne odbrambene industrije kroz obuku i transfer tehnologije. 

#### Regionalni kontekst
U kontekstu Balkana, Hrvatska je 2025. godine završila nabavku Rafale aviona opremljenih raketama Meteor, što je značajno ojačalo njenu poziciju u NATO integrisanoj protivvazdušnoj odbrani. Ova investicija, vredna oko 1,1 milijarde evra, omogućava Hrvatskoj superiornost u vazdušnom prostoru u odnosu na Srbiju, koja koristi starije R-77 rakete na avionima MiG-29. Srbija je 2024. godine naručila Rafale avione, ali bez Meteor raketa zbog francuskih ograničenja, što ograničava njene vazduh-vazduh sposobnosti, i stvara asimetriju u regionalnoj ravnoteži snaga. Ova dinamika može uticati na stabilnost regiona, posebno u svetlu istorijskih tenzija.  Kao alternativa, Srbija razmatra MICA rakete ili indijske Astra Mark 2/3 rakete, koje nude domet do 160 km, ali su manje efikasne od Meteora.
U regionu Persijskog zaliva, Katar je postao prva zemlja na Bliskom istoku koja je 2021. godine integrisala Meteor rakete na svoje Rafale i Eurofighter avione. Ova investicija deo je šire strategije jačanja vojnih kapaciteta usred regionalnih rivaliteta, uključujući tenzije sa Iranom i susednim zemljama GCC-a. Nabavka Meteor raketa omogućava Kataru superiornost u vazdušnim borbama, dok istovremeno podstiče ekonomske koristi kroz obuku lokalnog osoblja i potencijalni transfer tehnologije. 

#### Strateška prednost
Meteor omogućava zemljama korisnicima (npr. Hrvatskoj, Francuskoj, UK) superiornost u vazduhu, posebno u regionima sa tenzijama (npr. Balkan, Bliski istok). Na primer, Hrvatska je 2025. potvrdila posedovanje Meteora sa Rafaleima, što značajno povećava njenu odbrambenu sposobnost u odnosu na Srbiju, koja koristi R-77 na MiG-29 avionima.

#### Strateške implikacije
Strateški, Meteor rakete pružaju korisnicima sposobnost za brzo reagovanje na vazdušne pretnje, što je posebno važno u regionima sa visokim bezbednosnim rizicima poput Balkana i Persijskog zaliva. Za Hrvatsku, one jačaju ulogu u NATO integrisanoj protivvazdušnoj odbrani, dok za Katar predstavljaju ključni element odvraćanja u složenom geopolitičkom okruženju. Međutim, visoki troškovi nabavke i integracije mogu izazvati ekonomske izazove za manje zemlje, dok političke odluke o izvozu (npr. ograničenja za Srbiju) dodatno oblikuju regionalnu dinamiku.

### Podrška
Koncept integrisane logističke podrške predložen za Meteor uklanja potrebu za linijskim održavanjem. Rakete će se čuvati u namenskim kontejnerima kada nisu u upotrebi. Ako ugrađena oprema za testiranje (Built-In Test) detektuje kvar, raketa će biti vraćena kompaniji MBDA na popravku. Meteor je dizajniran da ima životni vek u vazdušnom prenosu od 1.000 sati pre nego što bude potrebno bilo kakvo održavanje. 

## Narudžbine
Puni razvoj i proizvodnja rakete Meteor započeli su 2003. godine potpisivanjem ugovora vrednog 1,2 milijarde funti od strane Ujedinjenog Kraljevstva u ime Francuske, Nemačke, Italije, Španije, Švedske i Ujedinjenog Kraljevstva. 
Procenat učešća u programu dodeljen svakoj partnerskoj zemlji menjao se nekoliko puta tokom godina. Odluka Nemačke da smanji planiranu nabavku rezultirala je time da je Ujedinjeno Kraljevstvo preuzelo 5% programa od Nemačke, čime je Ujedinjeno Kraljevstvo dobilo 39,6%, a Nemačka 16%. Francuska finansira 12,4%, Italija 12%, dok Švedska i Španija učestvuju sa po 10%.
Integrisani projekat tim (IPT, Integrated Project Team – Integrisani projekat tim) osnovan je u MoD Abbey Wood sa predstavnicima svih partnerskih zemalja pridodatima timu. Programom upravlja Ministarstvo odbrane Ujedinjenog Kraljevstva (MoD, Ministry of Defence – Ministarstvo odbrane) putem IPT-a u ime partnerskih zemalja. Međunarodna kancelarija za upravljanje projektom (IJPO, International Joint Programme Office – Međunarodna kancelarija za zajednički program) podnosi izveštaje glavnom rukovodiocu nabavke odbrane Ujedinjenog Kraljevstva, izvršnom odboru Agencije za nabavku odbrane (DPA, Defence Procurement Agency – Agencija za nabavku odbrane) i Međunarodnom upravnom odboru koji čine predstavnici vazduhoplovnih snaga svake partnerske zemlje sa jednom ili dve zvezdice.
Glavni izvođač, MBDA, upravljaće i izvršavati program preko svojih operativnih kompanija u Francuskoj, Italiji i Ujedinjenom Kraljevstvu, u saradnji sa Bayern-Chemie/Protac u Nemačkoj, Inmize Sistemas SL u Španiji i Saab Bofors Dynamics u Švedskoj. Procenjuje se da će u programu učestvovati preko 250 kompanija širom Evrope. Posao će MBDA dodeljivati svojim partnerima koji dele rizik na osnovu „zaslužene vrednosti“, prema kojoj se posao dodeljuje na osnovu najbolje komercijalne vrednosti, uzimajući u obzir tehničku izvrsnost, ali s ciljem da se „uopšteno“ uskladi sa udelom finansiranja razvoja koji obezbeđuje svaka zemlja.
Program razvoja u velikoj meri koristi računarske simulacije, pa bi trebalo da zahteva relativno mali broj ispaljivanja, od kojih će neka pokrivati aktivnosti tradicionalno povezane sa ispitivanjima integracije na avione. Prvo ispaljivanje, sa aviona Gripen, očekivalo se 2005. godine, sa datumom ulaska u službu u avgustu 2012. godine.
U decembru 2009. godine, španska vlada odobrila je nabavku 100 raketa Meteor i pripadajuće opreme za podršku. 
U septembru 2010. godine, Švedska uprava za odbrambeni materijal (FMV, Försvarets Materielverk – Uprava za odbrambeni materijal) potpisala je ugovor o narudžbini za proizvodnju rakete Meteor sa Ministarstvom odbrane Ujedinjenog Kraljevstva; očekivalo se da će sistem biti operativan u švedskom ratnom vazduhoplovstvu 2015. godine. 
U maju 2015. godine, Katar je naručio 160 raketa Meteor za opremanje aviona Dassault Rafale katarskog emirovog ratnog vazduhoplovstva. 
Očekuje se da će grčko ratno vazduhoplovstvo opremiti svoje lovce Rafale raketama Meteor.  Raketa je zvanično ušla u službu u martu 2023. godine. 
Narudžba Egipta za Rafale iz 2021. godine isključila je raketu Meteor dugog dometa,  iako su Sjedinjene Američke Države 2019. godine ukinule svoje prigovore na takvu kupovinu.  Izveštaji su kontradiktorni u pogledu toga da li je Egipat kasnije kupio rakete Meteor. 

### Ključne prekretnice
Ministarstvo odbrane Ujedinjenog Kraljevstva (MoD, Ministry of Defence – Ministarstvo odbrane) definisalo je četiri „strogo definisane“ ugovorne prekretnice koje su morale biti ispunjene, inače bi program bio otkazan, a od kompanije MBDA bi se očekivalo da vrati sredstva uložena u razvoj: 
- Demonstracija uspešnog prelaza sa pojačavajućeg na održavajući pogon.
- Demonstracija kontrole asimetričnog tela rakete. Postojala je zabrinutost da bi protok vazduha kroz usisnike mogao biti poremećen tokom manevara, što bi rezultiralo gubitkom performansi pogona ili čak kontrole. Asimetrična konfiguracija takođe postavlja jedinstvene probleme upravljanja. Postizanje ove prekretnice trebalo je demonstrirati korišćenjem računarskih modela validiranih na osnovu rezultata ispitivanja Demonstratora lansiranog iz vazduha (ALD, Air Launched Demonstrator – Demonstrator lansiran iz vazduha).
- Demonstracija prenosa poravnanja inercijalnog mernog sistema rakete. Ovaj proces osigurava da raketa zna gde se nalazi u trenutku lansiranja. Precizno poznavanje početne pozicije ključno je za tačnu navigaciju, posebno za angažmane na velikim daljinama.
- Ova prekretnica odnosi se na sposobnost rakete Meteor za elektronske protiv-protivmere (ECCM, Electronic Counter-Countermeasures – Elektronske protiv-protivmere). Ovo je visoko poverljiv posao koji će se obavljati u MBDA-ovoj laboratoriji za testiranje hardvera u petlji (hardware-in-the-loop) u Rimu. [117]

Ispunjenje ovih prekretnica ocenjivaće kompanija QinetiQ, koja deluje kao nezavisni revizor.

### Razvoj

#### Ugovori i početni razvoj
Na sajmu avijacije u Parizu 2003. godine, kompanija MBDA potpisala je ugovor sa Bayern-Chemie/Protac vredan preko 250 miliona evra za razvoj, proizvodnju prve serije i integrisanu logistiku podsistema pogona (PSS, Propulsion Sub-System – Podsistem pogona) rakete Meteor.  Takođe na sajmu, MBDA i Thales formalizovali su svoj sporazum iz juna 2002. godine potpisivanjem ugovora vrednog 46 miliona evra koji pokriva razvoj i početnu proizvodnju tragača za rakete namenjene Kraljevskom ratnom vazduhoplovstvu (RAF, Royal Air Force – Kraljevsko ratno vazduhoplovstvo). 
Tokom osam meseci nakon potpisivanja ugovora, MBDA je utvrdila konačni spoljašnji oblik rakete Meteor. Do leta 2003. godine započela je proizvodnja modela u punoj veličini za provere ugradnje na avion, kao i modela smanjene veličine za testove u aerotunelu zakazane za jesen.  Srednje postavljena krila, koja su bila deo prvobitno predložene konfiguracije, uklonjena su. Nakon opsežnih predugovornih testova u aerotunelu i sve većeg iskustva MBDA-e sa tehnologijama navođenja i upravljanja za konfiguracije bez krila, poput rakete ASRAAM, dizajn bez krila smatran je najboljim rešenjem za ispunjenje zahteva performansi. Kontrolna peraja su takođe redizajnirana tako da su sva četiri peraja identična.
U decembru 2003. godine, MBDA i Saab Bofors Dynamics potpisali su omogućavajući ugovor vredan 485 miliona kruna koji pokriva upravljanje programom, učešće na sistemskom nivou, učešće u razvoju algoritama za tragač, navođenje i autopilot, razvoj softvera za raketu, razvoj opreme za testiranje, aktivnosti dokazivanja sistema i sistem za telemetriju i razbijanje (TBUS, Telemetry and Break-Up System – Sistem za telemetriju i razbijanje). 

#### Integracija na avione
U oktobru 2003. godine izvršena je prva probna ugradnja geometrijski reprezentativnog modela na avion Eurofighter.   Provere su uspešno obavljene na polu-uvučenim lanserima raketa sa dugim hodom ispod trupa i na lanserima montiranim na šine ispod krila. U novembru 2003. godine, Saab Aerosystems dobio je narudžbu vrednu 435 miliona švedskih kruna od Švedske uprave za odbrambeni materijal (FMV, Försvarets Materielverk – Uprava za odbrambeni materijal) za integraciju rakete Meteor na avion Gripen.  Kao glavni izvođač za zadatak integracije, Saab Aerosystems podržavali su Ericsson Microwave Systems, Saab Bofors Dynamics i MBDA (Ujedinjeno Kraljevstvo).
U aprilu 2004. godine, MBDA je izvršila provere ugradnje na avion Gripen u pogonu kompanije Saab u Linkopingu.  Ovim su demonstrirani mehanički interfejsi između rakete, višeraketnog lansera (MML, Multi-Missile Launcher – Višeraketni lanser) i aviona.

##### Integracija na avionima Rafal
Prvi let sa raketom Meteor u podvešenom stanju (bez lansiranja) izveden je na avionu Rafale Marine F2 u Istru (Francuska) u septembru 2005. godine, dok su prvi testovi katapultiranja i sletanja izvedeni u decembru iste godine na nosaču aviona ''Charles de Gaulle .
Dana 31. decembra 2010, francuska Agencija za nabavke u oblasti odbrane (DGA) je obavestila kompanije Dassault, MBDA i Thales o početku procesa integracije rakete Meteor na avion Rafale. Aeromehanička ispitivanja počela su u septembru 2011. godine, sa ciljem provere različitih konfiguracija aviona Rafale opremljenih raketama Meteor, u kombinovanim varijantama vazduh-vazduh i vazduh-zemlja. U maju 2012. godine, iste konfiguracije su proverene i na verziji Rafale Marine sa nosača aviona 'Charles de Gaulle. Testiranja odvajanja rakete od aviona započela su 4. oktobra 2012. godine, dok su ostala ispitivanja integracije trebala biti nastavljena do 2016. 
Dana 28. aprila 2015. godine, timovi Ministarstva odbrane Francuske, kompanija Dassault Aviation i MBDA izveli su prvo vođeno lansiranje rakete Meteor sa aviona Rafale protiv vazdušnog cilja. Test je izveden sa aviona Rafale iz vazduhoplovne baze BA 120 Kazó, a cilj je uspešno pogođen na poligonu DGA za ispitivanje raketa u Biskarosu.  Godine 2021. izveden je prvi operativni let aviona Rafale opremljenog raketama Meteor u verziji sa bojevom glavom. 
Kao primer, konfiguracija aviona Rafale u misiji za ostvarivanje vazdušne nadmoći, u kojoj avion može da nosi do četiri rakete Meteor, najčešće uključuje:
- Dve rakete Meteor;
- Četiri rakete MICA-EM (radarsko samonavođenje);
- Dve rakete MICA-IR (infracrveno samonavođenje);
- Jedan supersonični rezervoar kapaciteta 1250 litara. [127]

#### Testiranje
Do kraja 2004. godine sprovedena su tri ispitivanja Demonstratora lansiranog iz vazduha (ALD, Air Launched Demonstrator – Demonstrator lansiran iz vazduha), uz planirana dalja ispitivanja za početak 2005. godine.  Kampanja ispitivanja pogona sa lansiranjem sa zemlje započela je u Sjedinjenim Američkim Državama, sa prvim ispitivanjem obavljenim u julu 2004. godine.  Istovremeno, testovi u aerotunelu završeni su u pogonu kompanije BAE Systems u Vartonu, Ujedinjeno Kraljevstvo, i u ONERA-i u Modanu, Francuska, potvrđujući rad usisnika vazduha i modelirane aerodinamičke karakteristike za prve letne probe.  U avgustu 2004. godine, Bayern-Chemie isporučila je prvi inertni podsistem pogona (PSS), koji je korišćen za strukturna ispitivanja, između ostalog. 
U maju 2005. godine izvršeno je prvo lansiranje rakete Meteor sa aviona JAS 39 Gripen na poligonu Vidsel u Švedskoj. Raketa je bila potpuno funkcionalna, ali bez bojeve glave ili tragača, sa fokusom na lansiranje i pogon. U avgustu 2005. godine, drugo lansiranje sa Gripena na Vidselu proveravalo je algoritme za kontrolu asimetričnog tela rakete i navigaciju u širem operativnom okviru. Raketa je lansirana na maloj visini, letela na 100 metara duž poligona, popela se na 8.000 metara, izvodeći manevre sa visokim g opterećenjem. Podaci sa dvosmernog data linka prikupljeni su, a informacije tragača simulirane. 
Do leta 2005. godine, dva inerna projektila isporučena su u Modan radi pripreme za slobodnostrujna ispitivanja nakon modifikacija pogona. Ova ispitivanja započela su „delimičnim ispaljivanjem“ pre letnjih praznika u Francuskoj, a dva ispaljivanja u punom obimu usledila su kasnije tokom godine. Testovi su demonstrirali rad usisnika vazduha, prelaz sa pojačavajućeg na održavajući pogon, kontrolu potiska održavajućeg motora i aerodinamičke karakteristike u nadzvučnim uslovima, smanjujući rizik za ALD ispitivanja zakazana za poslednji kvartal 2005. godine. 
Dana 9. septembra 2005. godine, prvi let rakete Meteor na avionu Rafale M standarda F2 Francuske mornarice uspešno je izvršen iz Istra, Francuska, u pripremi za ispitivanja sa nosača aviona na nuklearni pogon Charles de Gaulle, započeta 11. decembra 2005. godine.   Testovi su koristili dva projektila za obuku rukovanja na zemlji (GHTM, Ground Handling Training Missile – Projektil za obuku rukovanja na zemlji) i projektil za prikupljanje ekoloških podataka (EDG, Environmental Data Gathering – Prikupljanje ekoloških podataka), montirane naizmenično na lansere ispod krila ili trupa. EDG projektil, koji predstavlja dinamičke osobine operativne rakete, merio je nivoe šoka i vibracija u teškom okruženju nosača. Izvedeno je oko dvadeset katapultnih lansiranja, zaustavljanja na palubi i dodira i odlazaka, a ispitivanja su završena dan ranije nego što je planirano. .
Dana 13. decembra 2005. godine započela je kampanja u Švedskoj sa letovima projektila sa avionikom Meteor (GMA5, Guided Missile Avionics – Projektil sa avionikom za navođenje) na avionu Gripen 39.101, modifikovanom sa softverom specifičnim za Meteor.  GMA5, električno povezan sa avionom, verifikovao je mehaničke, električne i funkcionalne interfejse, uključujući prvu dvosmernu komunikaciju u letu, pripremajući ALD ispitivanja pomerena za proleće 2006. zbog nedostatka zimskih dnevnih sati na poligonu Vidsel. 
U posebnom ispitivanju, avion Eurofighter eskadrile br. 17 (R) RAF-a leteo je sa dva GHTM projektila na prednjim stanicama ispod trupa radi provere rukovanja tokom manevara. 
Dana 21. januara 2006. godine, priprema poligona na Vidselu sa GMA5 na avionu 39.101 verifikovala je komunikacije sistema uoči prvog ispaljivanja.   Prvo ALD ispitivanje izvršeno je 9. maja 2006. godine sa Gripena na visini od 7.000 metara. Raketa, lansirana sa višeraketnog lansera (MML), ubrzala je na preko 2,0 maha za dve sekunde, ali nije prešla na održavajući pogon zbog greške u softveru ventila generatora gasa, razvijenog od strane podizvođača Bayern-Chemie. Raketa je razbijena na komandu, ali su telemetrijski podaci prikupljeni, a usisnici vazduha ostali zatvoreni.  Nakon ispravke, ponovljeno ispitivanje 20. maja 2006. godine bilo je uspešno, sa raketom koja je izvela unapred programirane manevre pod autopilotom, završavajući let razbijanjem unutar poligona. 
Dana 30. juna 2006. godine, projektil za prikupljanje podataka tragača (SDG, Seeker Data Gathering – Prikupljanje podataka tragača) testiran je na Gripenu tokom 1,5-satnog leta, prikupljajući podatke za treću ključnu prekretnicu. Program razvoja tragača, započet ovim testom, planiran je da se završi prvim vođenim ispaljivanjem 2008. godine, uključujući prikupljanje podataka o smetnjama, prenos poravnanja i praćenje meta u prisustvu elektronskih protivmera (ECM, Electronic Countermeasures – Elektronske protivmere).  
Dana 5. septembra 2006. godine, treće ALD ispitivanje na Vidselu bilo je uspešno, sa različitim profilom leta. . Do aprila 2006. godine, devet pogonskih ispitivanja obavljeno je u pogonu Bayern-Chemie u Nemačkoj, uz dobar napredak u računarskim simulacijama i zemaljskim testovima, pripremajući prvo vođeno lansiranje za 2007. godinu.  
U martu 2007. godine, Elektronsko testno vozilo lansirano je i uspešno povraćeno, validirajući telo rakete, pogonski sistem i sekvencu lansiranja. 
Do decembra 2010. godine, završeno je pet lansiranja: četiri sa Gripena u Švedskoj i jedno sa zemlje u Sjedinjenim Američkim Državama. Ova lansiranja demonstrirala su funkcije tokom lansiranja, aktivan dvosmerni data link, prepoznavanje meta, proporcionalnu navigaciju, prelaz na održavajući pogon, visoke g manevre i letove na velikim daljinama. 

#### Kašnjenja i izazovi
Izveštaj Nacionalne kancelarije za reviziju Ujedinjenog Kraljevstva (NAO, National Audit Office – Nacionalna kancelarija za reviziju) o velikim projektima iz 2006. godine prijavio je kašnjenje od 12 meseci u programu Meteor, pomerajući očekivani datum ulaska u službu na avgust 2013. godine.  Glavni rukovodilac nabavke odbrane izjavio je da ovo nema veze sa samom raketom, „Meteor zapravo ide veoma dobro.“  Glavni razlog za pomeranje bio je nedostatak aviona Eurofighter za radove na integraciji. Ministar nabavke odbrane, lord Drejson, izjavio je: „Smatram da je ovo problem kompanije Eurofighter GmbH.“ Prijavljeno je da ovo kašnjenje može dovesti do toga da RAF koristi raketu AMRAAM do tačke kada zalihe vazduhoplovnih raketa postanu niske. 

#### Kasnija integracija i operativna upotreba
Dana 28. aprila 2015. godine, Francusko ministarstvo odbrane, Dassault Aviation i MBDA izvršili su prvo vođeno lansiranje rakete Meteor sa aviona Dassault Rafale na vazdušnu metu. Test, izveden sa Rafalea koji je leteo sa lokacije DGA Essais en Vol u Kazo-u, uspešno je završen u zoni lokacije DGA Essais de Missiles u Biskarosu. 
Dana 21. aprila 2017. godine, vlada Ujedinjenog Kraljevstva potpisala je ugovor vredan 41 milion funti sa MBDA-om za integraciju rakete Meteor na avione Eurofighter Typhoon i F-35B Lightning II Kraljevskog ratnog vazduhoplovstva.  Dana 10. decembra 2018. godine, avioni Typhoon RAF-a izvršili su svoju prvu aktivnu misiju sa raketama Meteor. 
Dana 2. jula 2018. godine, MBDA je otvorila novi pogon u Boltonu, Engleska, za završnu montažu za svih šest evropskih partnerskih zemalja. 
Dana 30. avgusta 2022. godine, Saab je objavio prvo ispaljivanje rakete MBDA Meteor sa aviona Gripen E, na visini od 5.000 metara iznad poligona za testiranje Vidsel u severnoj Švedskoj, „krajem maja/pocetkom juna“. 
U februaru 2025. godine objavljeno je da je raketa Meteor uspešno završila svoj prvi probni let na avionu F-35B. Test je izveden iz Vazduhoplovne stanice mornarice Patuksent River. Test je koristio inertnu verziju rakete za prikupljanje ekoloških podataka kao deo programa testiranja. 

### Budućnost
Razvoj rakete Meteor i dalje je u fokusu evropske odbrambene industrije, sa planovima za unapređenu verziju poznatu kao Meteor NG (Next Generation). Ova verzija ima za cilj da odgovori na nove tehnološke izazove i konkurenciju, uključujući američki AIM-260 Joint Advanced Tactical Missile (JATM). Pored toga, postoje spekulacije o potencijalnoj integraciji Meteora na neevropske platforme, poput kineskog J-20 i indijskog Tejas, što bi moglo proširiti njegovu globalnu upotrebu. Ovaj odeljak istražuje ove aspekte i upoređuje Meteor NG sa AIM-260.

#### Meteor NG
Meteor NG je planirana evolucija postojeće rakete Meteor, usmerena na poboljšanje performansi u pogledu dometa, otpornosti na elektronske protivmere (ECM) i kompatibilnosti sa novim platformama. Ključne inovacije uključuju:
- Unapređeni ramdžet motor: Očekuje se da će Meteor NG imati efikasniji motor sa većom potisnom snagom, omogućavajući domet veći od trenutnih 200 km.  [144]
- Napredni senzori: Planira se uvođenje aktivnog elektronski skeniranog niza (AESA) za bolju detekciju u uslovima intenzivnog ometanja.
- Poboljšani podatkovni link: Dvosmerni link bi mogao omogućiti bolju integraciju sa bespilotnim platformama i mrežnocentričnim ratovanjem.

MBDA je 2014. godine započela saradnju sa Japanom na razvoju Joint New Air-to-Air Missile (JNAAM), koji kombinuje Meteorovu platformu sa japanskim AESA seeker-om baziranim na AAM-4B. Ovaj projekat ima za cilj integraciju na japanske F-35 avione, a prvi probni letovi planirani su za 2023. godinu, iako su javno dostupni podaci o napretku ograničeni.

#### Potencijalne platforme
Iako je Meteor trenutno integrisan na evropske platforme poput Rafale, Eurofighter Typhoon i Gripen, postoje spekulacije o njegovoj upotrebi na neevropskim avionima:
- Chengdu J-20 (Kina): Kineski stealth lovac J-20 trenutno koristi rakete PL-15 i PL-21, ali integracija Meteora bi mogla biti razmatrana u kontekstu potencijalnog izvoza ili tehnološke saradnje. Međutim, politički i strateški faktori, uključujući ograničenja izvoza od strane MBDA i evropskih zemalja, čine ovu mogućnost malo verovatnom u kratkom roku.
- HAL Tejas (Indija): Indija je iskazala interesovanje za integraciju Meteora na svoje Tejas Mk1A i Su-30MKI avione, ali je MBDA odbio ovaj zahtev zbog strateških ograničenja i fokusa na evropske partnere. Tejas trenutno koristi domaće Astra rakete, ali Meteor bi značajno povećao njegove BVR sposobnosti.

Ove potencijalne platforme ukazuju na globalni interes za Meteor, ali i na izazove povezane sa izvoznim ograničenjima i konkurencijom sa domaćim sistemima poput kineskog PL-15 i indijskog Astra.

#### Poređenje sa AIM-260 JATM
AIM-260 JATM, koji razvija Lockheed Martin, predstavlja direktnog konkurenta Meteoru i Meteoru NG. Dizajniran da zameni AIM-120 AMRAAM, AIM-260 ima za cilj da odgovori na napredne pretnje, uključujući kineski PL-15. Ključne razlike i sličnosti između Meteor NG i AIM-260 prikazane su u tabeli ispod:
| Karakteristika             | Meteor NG                                          | AIM-260 JATM                                           | Izvor           |
| -------------------------- | -------------------------------------------------- | ------------------------------------------------------ | --------------- |
| Pogon                      | Unapređeni ramdžet motor                           | Napredni čvrsti raketni motor (verovatno dvopulsni)    | [ 145 ]         |
| Domet                      | >200 km (procenjeno)                               | ~200 km (procenjeno, dvostruko veći od AIM-120)        | [ 146 ] [ 147 ] |
| Zona bez izbegavanja (ZIA) | ~60-70 km (procenjeno)                             | ~30-50 km (procenjeno)                                 | [ 148 ] [ 149 ] |
| Sistem navođenja           | AESA radar, dvosmerni podatkovni link              | Aktivni radar, potencijalno sa home-on-jam sposobnošću | [ 150 ] [ 151 ] |
| Platforme                  | Rafale, Typhoon, Gripen, potencijalno F-35 (JNAAM) | F-22, F/A-18E/F, F-35, F-15EX, CCA                     |                 |
| Status                     | U fazi koncepta/saradnje sa Japanom                | U fazi testiranja, IOC planiran za 2024-2026           | [ 152 ] [ 153 ] |

#### Strateške implikacije
Meteor NG ima potencijal da održi evropsku prednost u BVR vazdušnom ratovanju, posebno kroz saradnju sa Japanom i moguću integraciju na F-35. Međutim, AIM-260, sa svojim fokusom na kompatibilnost sa američkim stealth platformama i bespilotnim sistemima (Collaborative Combat Aircraft), može pružiti širu operativnu fleksibilnost. Ograničenja za integraciju Meteora na J-20 i Tejas ukazuju na to da će njegova budućnost verovatno ostati usmerena na evropske i savezničke platforme.
Konkurencija između Meteor NG i AIM-260 odražava širi trend ka razvoju naprednih BVR sistema koji kombinuju veći domet, bolju ZIA i otpornost na ECM. Dok Meteor NG koristi ramdžet tehnologiju za superiornu kinematičku efikasnost, AIM-260 se oslanja na stealth integraciju i potencijalno niže troškove po jedinici, što može uticati na izvozne tržište. 

#### Integracija na F-35 za Ujedinjeno Kraljevstvo i Italiju
Kompanija MBDA planira integraciju rakete Meteor na avion F-35 Lightning II do 2027. godine za potrebe Kraljevskog ratnog vazduhoplovstva (RAF, Royal Air Force) Ujedinjenog Kraljevstva i Italijanskih vazduhoplovnih snaga.  Raketa je već proverena za uklapanje u unutrašnje odeljke za naoružanje aviona F-35 (JSF, Joint Strike Fighter). Meteor je kompatibilan sa unutrašnjim stanicama za vazduh-zemlja, ali zahteva modifikaciju oblika peraja kako bi bio kompatibilan sa stanicama za vazduh-vazduh, koje će biti uklopljene putem kompleta za promenu uloge („role change kit“). 
Indija je uputila upit o mogućnosti integracije rakete Meteor na svoje avione Suhoj Su-30MKI i HAL Tejas, ali je ovaj zahtev odbijen. 

### Zajednička nova raketa vazduh-vazduh (JNAAM)
Dana 17. jula 2014. godine, MBDA UK se dogovorila sa Japanom o zajedničkom istraživanju rakete zasnovane na Meteoru.  Portparol japanskog Ministarstva odbrane potvrdio je 14. januara 2016. godine da će Japan i Ujedinjeno Kraljevstvo razviti Zajedničku novu raketu vazduh-vazduh (JNAAM, Joint New Air-to-Air Missile) kombinovanjem britanskih tehnologija za rakete i japanskih tehnologija za tragače.  Aktivni elektronski skenirani niz (AESA, Active Electronically Scanned Array) tragač sa rakete Mitsubishi Electric AAM-4B biće ugrađen na Meteor, jer je AAM-4B prevelika za nošenje u odeljku za naoružanje japanskog F-35. 
Prema japanskom Ministarstvu odbrane, tragač će biti izrađen od modula galijum nitrida radi postizanja minijaturizacije uz poboljšanje performansi, a planirano je da se prvo probno lansiranje sa britanskim borbenim avionom obavi do 2023. godine.    Prema izveštaju Janes-a, japansko Ministarstvo odbrane zatražilo je od svog Ministarstva finansija u Tokiju 1,2 milijarde japanskih jena (11,4 miliona američkih dolara) za nastavak zajedničkog razvoja JNAAM-a sa Ujedinjenim Kraljevstvom. 

## Korisnici

### Trenutni korisnici
Brazil (100)
Brazil je 2019. godine potpisao ugovor sa MBDA-om vredan 200 miliona evra za nabavku 100 raketa Meteor za upotrebu na avionima Gripen E/F. 
 Hrvatska
Koristi se na avionima Rafale, Hrvatskog ratnog vazduhoplovstva.   
 Egipat
Koristi se na avionima Rafale, Egipatskog ratnog vazduhoplovstva. 
 Francuska (160)
Francusko ratno vazduhoplovstvo i svemirska sila i Francuska mornarička avijacija koriste Meteor na avionima Rafale.
Naručeno i isporučeno 160 raketa Meteor do marta 2023. (inicijalno naručeno 200 raketa 2011, smanjeno na 100, zatim povećano na 160 u 2021.).  
 Nemačka (250)
Nemačko ratno vazduhoplovstvo koristi Meteor na avionima Eurofighter.
- Naručeno 150 raketa 2013, isporučeno između 2016. i 2018. 
- Naručeno 100 raketa 2019. za 185 miliona evra. 
- Budžet za dodatne rakete (521 milion evra) odobren u novembru 2024. 

 Grčka (36)
Koristi se na avionima Rafale, Grčkog ratnog vazduhoplovstva. 
 Indija (250)
Koristi se na avionima Rafale, Indijskog ratnog vazduhoplovstva, naručeno 250 raketa Meteor. 
 Italija
Koristi se na avionima Eurofighter, Italijanskog ratnog vazduhoplovstva. 
 Katar (330)
Koristi se na avionima Rafale i Eurofighter, Katarskih emiričkih vazduhoplovnih snaga.
- Naručeno 160 raketa 2015. prilikom porudžbine aviona Rafale. 
- Naručeno 170 raketa 2017. prilikom ugovora za avione Eurofighter.  

 Španija (100)
Špansko ratno vazduhoplovstvo koristi Meteor na avionima Eurofighter, odobrena narudžbina za 100 raketa 2009. 
 Švedska
Švedsko ratno vazduhoplovstvo koristi Meteor na avionima Gripen C/D, i nastaviće ga koristiti na avionima Gripen E/F. 
Ugovor za proizvodnju potpisan je u septembru 2010.  Dodatna narudžbina potpisana je u martu 2025. 
 Ujedinjeni Arapski Emirati
Ujedinjeni Arapski Emirati finalizirali su detalje značajnog paketa naoružanja uz nabavku francuskih borbenih aviona Rafale F4. Paket raketa uključuje 300 raketa Meteor dugog dometa. Pored toga, ugovor obuhvata 600 raketa Mica-NG srednjeg i kratkog dometa, opremljenih aktivnim radarskim ili infracrvenim navođenjem.
 Ujedinjeno Kraljevstvo
Koristi se na avionima Eurofighter, Kraljevskog ratnog vazduhoplovstva.

### Budući korisnici
Južna Koreja
Vazduhoplovne snage Republike Koreje odlučile su 2019. da integrišu raketu Meteor na borbene avione KF-21 Boramae.  
Prva ispitivanja rakete na prototipu aviona održana su u maju 2024. 
Ugovor o isporuci potpisan je u novembru 2024. Ovim ugovorom planirana je nabavka 100 raketa za prvu seriju od 20 aviona KF-21. 
 Grčka,  Italija,  Ujedinjeno Kraljevstvo
Italijanska mornarica i Kraljevska mornarica planiraju integraciju rakete Meteor na avione F-35B, što bi trebalo da se dogodi krajem 2020-ih.  
Grčko ratno vazduhoplovstvo i Italijansko ratno vazduhoplovstvo takođe integrišu rakete Meteor na avione F-35A. 

### Potencijalni korisnici
Nemačka
MBDA Deutschland vrši pritisak na Nemačko ratno vazduhoplovstvo da integriše raketu Meteor na avione F-35A. 
 Mađarska
Avioni Gripen C/D, Mađarskog ratnog vazduhoplovstva modifikovani su na standard koji omogućava upotrebu raketa Meteor. Razgovori o kupovini raketa vođeni su 2022, ali trenutno nema potvrde o nabavci. 
 Turska
Turska je zainteresovana za kupovinu raketa Meteor u slučaju nabavke aviona Eurofighter. 
=== Otkazane naručene narudžbine ===Подебљано
 Saudijska Arabija
Kraljevsko vazduhoplovstvo Saudijske Arabije objavilo je 2015. narudžbinu raketa Meteor. 
Nemačka vlada blokirala je izvoz 2019. zbog sankcija nakon ubistva Džamala Hašodžija. 

### Operativna upotreba

#### Vojne vežbe
Meteor je korišćen u brojnim NATO vežbama, poput „Pitch Black“ u Australiji (2018) i „Red Flag“ u SAD (2020), gde su Rafale i Typhoon avioni demonstrirali njegove sposobnosti. Ove vežbe su pokazale Meteorovu sposobnost gađanja ciljeva na velikim daljinama i u složenim uslovima.

#### Potencijalna borbena upotreba
Nema javnih podataka o korišćenju Meteora u stvarnim borbenim operacijama do 2025. godine, ali se pretpostavlja da bi bio ključan u sukobima visokog intenziteta (npr. protiv naprednih lovaca poput Su-35 ili J-20).

## Spoljašnje veze
- Meteor (MBDA)